# Claudio Corti (Rennfahrer)

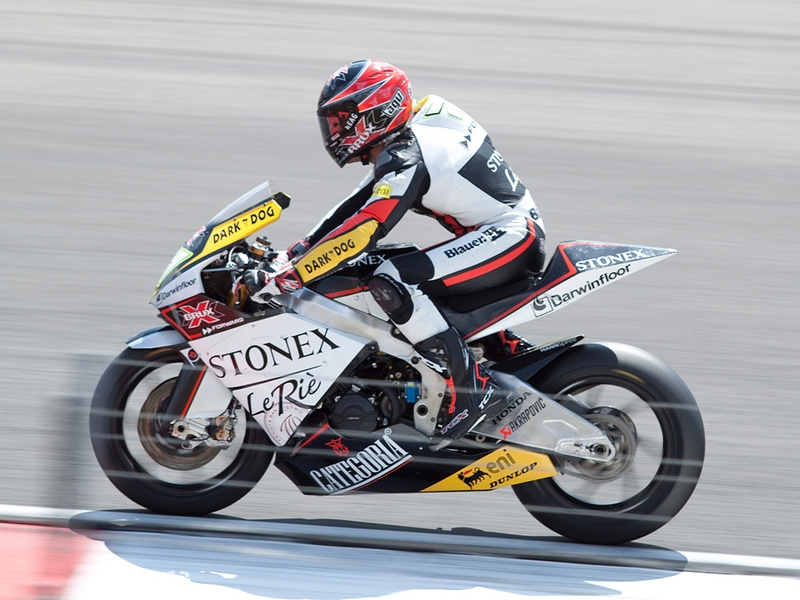
Claudio Corti 2010 auf Suter

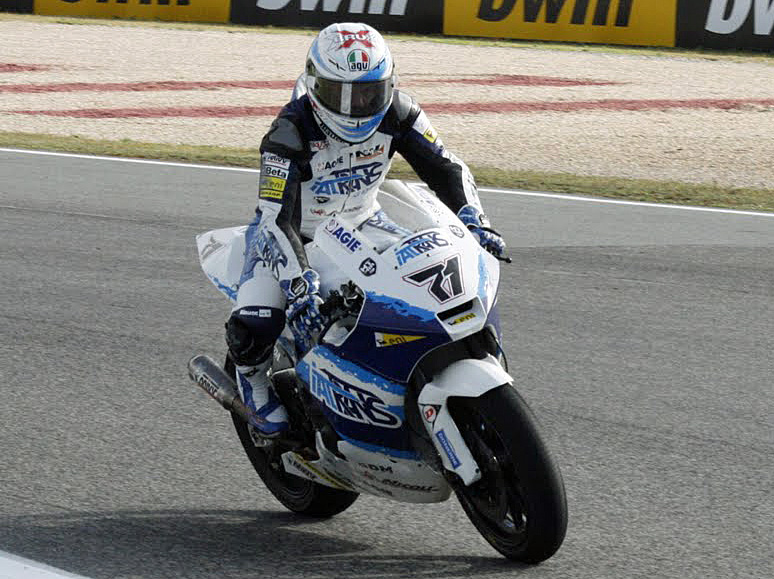
Corti 2011

Claudio Corti (* 25. Juni 1987 in Como) ist ein italienischer Motorradrennfahrer.

## Karriere
2004 wurde Corti im italienischen Superstock-Cup Vizemeister. Im Jahr darauf fuhr er auf Yamaha YZF-R6 im FIM Superstock 600 Cup. Dort gewann er mit fünf Siegen und sieben Podestplätzen bei zehn Rennen vor Yoann Tiberio den Titel. 2006 wechselte er in den FIM Superstock 1000 Cup zum Yamaha Team Italia. In den Jahren bis 2009 wurde er, mit Ausnahme von 2008, jeweils Vizemeister. 2006 musste sich Corti Alessandro Polita geschlagen geben, 2007 wurde er Zweiter hinter Niccolò Canepa und 2009, mittlerweile auf Suzuki unterwegs, besiegte ihn Xavier Siméon.
2010 wechselte Claudio Corti in die neu geschaffenen Moto2-Klasse der Motorrad-Weltmeisterschaft ins Team Forward Racing auf Suter und holte in seiner Debütsaison 20 Punkte. Sein bestes Ergebnis dabei war der neunte Platz beim Großen Preis von San Marino in Misano.
Zur Saison 2011 wechselte Corti zum Italtrans Racing Team und erreichte mit 23 Punkten Platz 25 in der Gesamtwertung. Im Jahr darauf trat er weiterhin für das Team an und startete auf Kalex in der Seite des Japaners Takaaki Nakagami. Beim Grand Prix von Frankreich in Le Mans belegte Corti hinter Thomas Lüthi den zweiten Rang und erreichte damit seinen ersten Podestplatz in der WM. Trotz dieses Ergebnisses wurde Corti nach 13 Rennen von seinem Team entlassen. So startete er beim Saisonfinale der MotoGP-Klasse in Valencia als Wildcardfahrer für das Team Avintia Blusens.
2013 fuhr Claudio Corti für NGM Mobile Forward Racing in der MotoGP-Klasse. Sein Teamkollege war Colin Edwards. Die beiden pilotierten jeweils eine FTR-Kawasaki.

## Statistik

### Erfolge
- 2005 – Superstock-600-Europameister auf Yamaha

### In der Motorrad-Weltmeisterschaft
| Saison | Klasse | Motorrad       | Rennen | Siege | Podien | Poles | Punkte | Ergebnis |
| ------ | ------ | -------------- | ------ | ----- | ------ | ----- | ------ | -------- |
| 2010   | Moto2  | Suter          | 17     | –     | –      | 1     | 20     | 25.      |
| 2011   | Moto2  | Suter          | 16     | –     | –      | –     | 23     | 25.      |
| 2012   | Moto2  | Kalex          | 13     | –     | 1      | –     | 74     | 14.      |
| 2012   | MotoGP | Immotec        | 1      | –     | –      | –     | –      | –        |
| 2013   | MotoGP | FTR-Kawasaki   | 18     | –     | –      | –     | 14     | 19.      |
| 2015   | MotoGP | Yamaha Forward | 4      | –     | –      | –     | 0      | –        |
| Gesamt | Gesamt | Gesamt         | 69     | –     | 1      | 1     | 131    |          |